# El Xiprer
El Xiprer és un habitatge al nucli d'Esplugues de Llobregat (al Baix Llobregat) protegit com a bé cultural d'interès local. És un edifici de planta baixa i pis amb coberta a quatre aigües, obra de l'arquitecte Eusebi Bona. L'estructura exterior és de tipologia rural i contrasta amb l'interior de disseny actual.